# Цариградски сабор (1285)
Цариградски сабор, или Влахернски сабор 1285. је сабор представника православне цркве, сазван 1285. године у Великој Влахернској цркви у Цариграду.
Сабор је сазвао и њиме председавао патријарха цариградски Григорије II. Сабору су присуствовали патријарх Александријски Атанасије III и Андроник II Палеолог, цар Византијског царства.
Цариградска православна црква је на Сабору поништила одлуку Другог лионског сабора да закључи унију са Римокатоличком црквом. Сабор је осудио акте цариградског патријарха за време Лионске уније Јована XI Века.
Коначно је осудио лажну догму коју су 1274. установили римокатолици о исхођењу Светога Духа не само од Бога Оца, већ „и од Сина“ („Филиокве“).
Григорије II је учинио је да овај Сабор одобри текст који, осуђује Филиокве, признаје вечно пројављивање Духа кроз Сина. Сабору је као основа послужило учење да charismata Духа нису временске створене реалности, већ вечна нестворена благодат или енергија Божија. Овом нествореном божанском животу човек има приступ у Телу оваплоћеног Логоса. Стога нам благодат Светог Духа не долази кроз или од Сина; оно што нам је дано није ни сама ипостас Духа, нити створена, временска благодат, него спољашња пројава Бога, различита и од Његовог лица и од Његове суштине. Велики византијски богослов Григорије Палама, преузео је и развио овај аргумент као и Григорије Кипарски, формално признајући да је Дух као енергија, Дух Христов и долази од Њега, пошто Га је Он дунуо, послао и пројавио, али, у Његовом самом бићу и Његовом постојању, али није од Христа, него од Оца.